# 2023 في مصر
تحتوي هذه المقالة على أهم الأحداث التي شهدتها مصر في 2023، إضافة إلى أهم الشخصيات المصرية المولودة والمتوفية في هذه السنة.

## الحُكم
- الرئيس ـ عبد الفتاح السيسي.
- رئيس الحكومة ـ مصطفى مدبولي.
- وزير الداخلية ـ محمود توفيق.

## الأحداث
- 27 فبراير - - وزير الخارجية المصري سامح شكري يزور سوريا وتركيا للمرة الأولى منذ عقد في أعقاب العلاقات المتوترة مع البلدين. [3]
- 1 مارس - الحكومة تعلن اسنئناف العمل بالتوقيت الصيفي بعد توقف دام 7 سنوات. معللة ذلك بترشيد استهلاك الطاقة.[1]
- 7 مارس - حادث قطار قليوب 2023
- 11 سبتمبر - أعلن رضا حجازي ، وزير التربية والتعليم، عن خطط للمدارس لحظر النقاب
- 18 سبتمبر - مقتل أو إصابة تسعة من أفراد الجيش المصري عندما انقلبت شاحنة نقل تحمل ذخيرة في محافظة الشرقية
- 3 يونيو -مقتل ضابط شرطة مصري أثناء مطاردة مهرب مخدرات حيث قام بالاشتباك مع الجنود الإسرائيليين حيث تم اجتيازه الحدود المصرية الإسرائيلية وتم مقتل ثلاث جنود إسرائيليين
  - 2 أكتوبر - أصيب 38 شخصًا في حريق بمنشأة للشرطة في الإسماعيلية .
  - 8 أكتوبر - أطلق شرطي مصري النار على مواطنين إسرائيليين ومواطن مصري في الإسكندرية فقتلهما
  - 20 أكتوبر -بعد أن رفض الرئيس السيسي السماح للفلسطينيين الذين يعيشون في غزة بدخول مصر، اندلعت الاحتجاجات في جميع أنحاء البلاد، وخاصة بالقرب من معبر رفح الحدودي وفي ميدان التحرير. 22 أكتوبر - ضربت دبابة إسرائيلية بطريق الخطأ موقعًا مصريًا بالقرب من الحدود مع غزة. وأصيب عدد من حرس الحدود المصريين بجروح نتيجة شظايا قذيفة . 27 أكتوبر - أصيب ستة أشخاص بعد سقوط صاروخ على مبنى في طابا . وتقول إسرائيل إن الصاروخ أطلق  من اليمن
- 4 ديسمبر 2023 - إطلاق القمر الاصطناعي «مصر سات 2» لتطبيقات الاستشعار عن بعد من قاعدة تيوتشان في الصين.[2]
- 26 ديسمبر - تم إسقاط طائرة بدون طيار انطلقت من اتجاه البحر الأحمر بالقرب من منتجع دهب المصري ، وفقًا للجيش المصري . وسقطت الطائرة بدون طيار في البحر دون أن يبلغ عن وقوع إصابات أو أضرار

## وفيات

السيد عسكر

- 3 يناير ـ محمد عناني، كاتب ومترجم (83 سنة).[3][4]
- 6 يناير ـ السيد عسكر، عالم مسلم وسياسي (89 سنة).
- 16 يناير - منصور عيسوي، وزير الداخلية السابق.[5]
- 23 يناير - سامي شرف، سكرتير الرئيس جمال عبد الناصر للمعلومات.[6]
- 4 فبراير - شريف إسماعيل، 67، رئيس الوزراء السابق.[7]
- 14 فبراير، مرسي عطا الله، 80، صحفي ومدير رياضي.[8]
- 24 فبراير - تيسير عبود، 78، مخرج.[9]
- 28 فبراير - كمال الهلباوي، 83، كاتب.
- 23 مارس - أبلة فضيلة، 93، مذيعة.[10]
- 23 مارس - مجدي عبد الوهاب، 70، ممثل.
- 5 مايو - إبراهيم حنيطر، 74، فنان تشكيلي.[11]
- 4 يوليو - علاء عبد الخالق، 65، مطرب.[12]
- 23 يوليو - سامي الغباشي، 54-55، نحات وشاعر.[13]
- 3 ديسمبر - أشرف عبد الغفور، 81، ممثل.[14]